# Ujemi me, če me moreš
Ujemi me, če me moreš (angleško Catch Me If You Can je ameriški biografski kriminalni film iz leta 2002, ki ga je režiral in produciral Steven Spielberg po scenariju Jeffa Nathansona. V glavnih vlogah nastopata Leonardo DiCaprio in Tom Hanks, v stranskih vlogah pa Christopher Walken, Martin Sheen in Nathalie Baye. Temelji na življenjski zgodbi Franka Abagnalea, ki je še pred dopolnjenim devetnajstim letom starosti s prevarami prišel do večmilijonskega premoženja. Pretvarjal se je, da je pilot Pan American World Airways, zdravnik iz Georgie in občinski tožilec iz Louisiane. Njegova najuspešnejša prevara je bila goljufija s čeki, ki jo je tako izpopolnil, da se je kasneje nanj obrnil FBI za pomoč pri lovljenju drugih goljufov s tega področja. 
Zasnova filma se je pričela leta 1980, šele leta 1997 pa je studio DreamWorks Pictures odkupil pravice za Abagnalovo avtobiografijo Catch Me If You Can. David Fincher, Gore Verbinski, Lasse Hallström, Miloš Forman in Cameron Crowe so bili v igri za režiserski položaj, dokler ga ni prevzel Spielberg. Glavno snemanje je potekalo med februarjem in majem 2002. Film je bil premierno prikazan 25. decembra 2002 in se izkazal za uspešnico z več kot 352 milijonov USD prihodkov ob 52-milijonskem proračunu. Naletel je tudi na dobre ocene kritikov. Na 75. podelitvi je bil nominiran za oskarja za najboljšega stranskega igralca (Walken) in izvirno glasbeno podlago (John Williams). Nominiran je bil tudi za štiri nagrade BAFTA, od katerih je bil nagrajen za najboljšega stranskega igralca (Walken), ter zlati globus za glavnega igralca (DiCaprio).

## Vloge
- Leonardo DiCaprio kot Frank Abagnale ml.
- Tom Hanks kot Carl Hanratty
- Christopher Walken kot Frank Abagnale st.
- Nathalie Baye kot Paula Abagnale
- Amy Adams kot Brenda Strong
- Martin Sheen kot Roger Strong
- James Brolin kot Jack Barnes
- Nancy Lenehan kot Carol Strong